# Каслвуд (Південна Дакота)
Каслвуд (англ. Castlewood) — місто (англ. city) в США, в окрузі Гемлін штату Південна Дакота. Населення — 698 осіб (2020).

## Географія
Каслвуд розташований за координатами 44°43′27″ пн. ш. 97°1′51″ зх. д. / 44.72417° пн. ш. 97.03083° зх. д. (44.724158, -97.030920).  За даними Бюро перепису населення США в 2010 році місто мало площу 2,98 км², уся площа — суходіл.

## Демографія
Згідно з переписом 2010 року, у місті мешкало 627 осіб у 260 домогосподарствах у складі 158 родин. Густота населення становила 210 осіб/км².  Було 292 помешкання (98/км²).
Расовий склад населення:
| - 96,5 % — білих - 0,5 % — корінних американців - 0,5 % — чорних або афроамериканців - 0,2 % — азіатів - 1,4 % — осіб інших рас |

До двох чи більше рас належало 1,0 %. Частка іспаномовних становила 1,8 % від усіх жителів.
За віковим діапазоном населення розподілялося таким чином: 28,2 % — особи молодші 18 років, 57,3 % — особи у віці 18—64 років, 14,5 % — особи у віці 65 років та старші. Медіана віку мешканця становила 36,2 року. На 100 осіб жіночої статі у місті припадало 101,0 чоловіків;  на 100 жінок у віці від 18 років та старших — 94,0 чоловіків також старших 18 років.
Середній дохід на одне домашнє господарство  становив 59 043 долари США (медіана — 54 896), а середній дохід на одну сім'ю — 66 935 доларів (медіана — 65 326). За межею бідності перебувало 8,7 % осіб, у тому числі 16,6 % дітей у віці до 18 років та 4,3 % осіб у віці 65 років та старших.
Цивільне працевлаштоване населення становило 373 особи. Основні галузі зайнятості: освіта, охорона здоров'я та соціальна допомога — 25,5 %, виробництво — 16,4 %, роздрібна торгівля — 10,2 %, будівництво — 8,3 %.

## Історія
Каслвуд був закладений у 1881 році, а в 1882 році Чиказька та Північно-Західна залізниці побудували гілку через Велику долину Сіу з поворотним кругом у Каслвуді.
Кажуть, що в першому потязі, який проходив через те, що тепер називається Каслвуд, машиністом був чоловік на ім’я Касл, а кондуктором — чоловік на ім’я Вуд.
Місто розташоване в центрі одного з найбагатших сільськогосподарських районів північно-східного округу Гемлін.
З 1882 року в Каслвуді працює поштове відділення.
Руйнівний торнадо EF2 обрушився на місто 12 травня 2022 року, зруйнувавши кілька будівель, пошкодивши будинки та поранивши одну людину.

## Історичне товариство Каслвуда
Історичне товариство Каслвуд було організовано в травні 1988 року з 20 статутними членами та одним почесним членом, Грейс Еллефсон, чия родина внесла великий внесок в історію міста. 

Товариство отримало значний грант від маєтку Гейлорда Хофтізера для сприяння збереженню історичних місць, будівель і власності в Каслвуді, при цьому пріоритет віддавався підприємствам на Мейн-стріт.